# Zapotal San Miguel 1.ª Sección Ramal Uno
Zapotal San Miguel 1.ª Sección Ramal Uno es una localidad del municipio de Huimanguillo ubicado en la subregión de La Chontalpa del estado mexicano de Tabasco.

## Geografía
La localidad de Zapotal San Miguel 1.ª Sección Ramal Uno se sitúa en las coordenadas geográficas 17°59′32″N 93°42′14″O / 17.992222, -93.703889, a una elevación de 6 metros sobre el nivel del mar.

## Demografía
Según el Conteo de Población y Vivienda 2020, efectuado por el Instituto Nacional de Estadística y Geografía, la localidad de Zapotal San Miguel 1.ª Sección Ramal Uno tiene 268 habitantes, de los cuales 138 son del sexo masculino y 130 del sexo femenino. Su tasa de fecundidad es de 2.22 hijos por mujer y tiene 57 viviendas particulares habitadas.
| Gráfica de evolución demográfica de Zapotal San Miguel 1.ª Sección Ramal Uno entre 2005 y 2020 |
|                                                                                                |
| INEGI.                                                                                         |